# Juliane Sprenger
Juliane Sprenger, verheiratete Sprenger-Afflerbach (* 22. März 1977 in Siegen) ist eine deutsche Leichtathletin und Olympiateilnehmerin, die für die LG Kindelsberg Kreuztal in der Disziplin Hürdenlauf startet. Die 1,63 m große Athletin hält eine Bestzeit von 12,87 s über 100 Meter Hürden.
Juliane Sprenger wuchs in Kreuztal auf. Nachdem sie in Dortmund ihr Lehramtsstudium absolviert hatte, ist sie heute in ihrer Heimatstadt als Lehrerin tätig.

## Deutsche Erfolge
- 1994 Deutsche Meisterin im Weitsprung (weibliche Jugend B)
- 1996 Deutsche Meisterin Weitsprung (weibliche Jugend A)
- 1997 Deutsche Vizemeisterin über 100 m Hürden (Juniorin)
- 1998 Deutsche Vizemeisterin über 100 m Hürden (Juniorinnen)
- 1999 Deutsche Meisterin über 100 m Hürden (Juniorinnen)
- 2000 Deutsche Vizemeisterin 60 m Hürden Halle (Frauen)
- 2000 Deutsche Vizemeisterin 100 m Hürden (Frauen)
- 2001 Deutsche Meisterin 60 m Hürden Halle
- 2001 Deutsche Vizemeisterin 100 m Hürden
- 2003 Deutsche Vizemeisterin 100 m Hürden

## Internationale Erfolge
- 1999 5. Platz U23-Europameisterschaften in Göteborg
- 2000 8. Platz Halleneuropameisterschaften in Gent
- 2001 Halbfinale Hallenweltmeisterschaften in Lissabon
- 2003 4. Platz Europacup in Florenz
- 2003 Teilnahme Weltmeisterschaften in Paris
- 2004 3. Platz European Indoor Cup
- 2004 Halbfinale Hallenweltmeisterschaften
- 2004 Teilnahme Olympische Spiele in Athen

| Personendaten    | Personendaten                |
| ---------------- | ---------------------------- |
| NAME             | Sprenger, Juliane            |
| ALTERNATIVNAMEN  | Sprenger-Afflerbach, Juliane |
| KURZBESCHREIBUNG | deutsche Leichtathletin      |
| GEBURTSDATUM     | 22. März 1977                |
| GEBURTSORT       | Siegen, Deutschland          |